# Herbert Murerwa
Herbert Murerwa (né le 31 juillet 1941), est un homme politique zimbabwéen. Ministre des Finances de 1996 à 2000, puis d'août 2002 à février 2004 et du 26 avril 2004 au 7 février 2007.
Il fut également ministre de l'Environnement et du Tourisme de 1990 à 1995, ministre de l'Industrie et du Commerce de 1995 à 1996 et ministre Commerce extérieur et de la Technologie de 2001 à 2002.